# Journal of Women's History
Le Journal of Women’s History est une revue à comité de lecture d'histoire des femmes fondée en 1989. C'est la première revue du champ rendant compte des différentes visions et théories féministes, ainsi que de la condition féminine à travers le monde.
La revue est d'abord éditée par les Johns Hopkins University Press puis plus récemment par l'Université d'État de New York à Binghamton. Elisa Camiscioli et Jean H. Quataert, professeures à Binghampton, en sont les rédactrices en chef.